# Oliver Wolf Sacks
Oliver Wolf Sacks, CBE (født 9. juli 1933, død 30. august 2015) var en britisk neurolog, forfatter og amatørkemiker. Han var professor i neurologi ved New York University School of Medicine. Filmen Awakenings fra 1990 var baseret på hans bog, hvor han blev spillet af Robin Williams.
Sacks blev født den 9 juli 1933 i London, England, ind i en jødisk familie. Han studerede ved St Paul's School, ved The Queen's College, og ved Oxford University.
Sacks blev diagnosticeret med terminal modermærkekræft i januar 2015. Han døde som følge af sygdommen den 30. august 2015 sit hjem i New York i en alder af 82.